# Crocidura picea
Crocidura picea е вид бозайник от семейство Земеровкови (Soricidae). Видът е застрашен от изчезване.

## Разпространение
Разпространен е в Камерун.